# Akiko Morigami
Akiko Morigami (Japans: 森上 亜希子, Morigami Akiko) (Osaka, 12 januari 1980) is een voormalig professioneel tennisspeelster uit Japan. Zij is rechtshandig en speelt tweehandig aan beide zijden. Zij was actief in het proftennis van 1998 tot en met 2009.
Morigami kwam dankzij haar ouders voor het eerst in aanraking met tennis toen zij acht jaar oud was. Zij werd gecoacht door Natsuki Harada en Billy Wilkinson.
In 2004 nam Morigami deel aan de Olympische spelen van Athene. Zowel in het enkelspel als in het dubbelspel (samen met Saori Obata) bereikte zij de tweede ronde.

## Loopbaan

### Enkelspel
Morigami wist één WTA-toernooi in het enkelspel te winnen. Zij won in 2007 het toernooi van Praag – in de finale versloeg zij de Française Marion Bartoli. Daarnaast was zij twee keer verliezend finaliste en won zij zeven titels in het ITF-circuit.
Haar beste resultaat op de grandslamtoernooien is het bereiken van de derde ronde. Haar hoogste notering op de WTA-ranglijst is de 41e plaats, die zij bereikte in augustus 2005.

### Dubbelspel
In het dubbelspel won zij eveneens één titel op de WTA-tour. In 2003 won zij met landgenote Saori Obata het toernooi van Memphis.
Haar beste resultaat op de grandslamtoernooien is het bereiken van de derde ronde. Haar hoogste notering op de WTA-ranglijst is de 59e plaats, die zij bereikte in juli 2007.

### Tennis in teamverband
In de periode 2002–2009 vertegenwoordigde zij Japan jaarlijks bij de Fed Cup. Haar beste resultaat in de Fed Cup is deelname aan de eerste ronde van Wereldgroep I in 2004, waar zij in de ontmoeting met Argentinië Gisela Dulko versloeg.

## Posities op deWTA-ranglijst
Positie per einde seizoen:
| jaar | rang enkelspel | rang dubbelspel |
| ---- | -------------- | --------------- |
| 1996 | 559            | 796             |
| 1997 | 393            | –               |
| 1998 | 285            | 640             |
| 1999 | 294            | 640             |
| 2000 | 266            | 640             |
| 2001 | 197            | 242             |
| 2002 | 134            | 300             |
| 2003 | 63             | 90              |
| 2004 | 68             | 299             |
| 2005 | 48             | 228             |
| 2006 | 85             | 127             |
| 2007 | 50             | 63              |
| 2008 | 250            | 918             |
| 2009 | 404            | 619             |

## Palmares
| Legenda                |
| ---------------------- |
| Grandslamtoernooi      |
| Olympische Spelen      |
| Year-End Championships |
| Tier I                 |
| Tier II                |
| Tier III               |
| Tier IV & V            |

### WTA-finaleplaatsen enkelspel
| nr.              | finale     | toernooi       | ondergrond | tegenstandster    | score    |         |
| ---------------- | ---------- | -------------- | ---------- | ----------------- | -------- | ------- |
| gewonnen finales |            |                |            |                   |          |         |
| 1.               | 2007-05-13 | WTA Praag      | gravel     | Marion Bartoli    | 6-1, 6-3 | details |
| verloren finales |            |                |            |                   |          |         |
| 1.               | 2005-07-24 | WTA Cincinnati | hardcourt  | Patty Schnyder    | 4-6, 0-6 | details |
| 2.               | 2007-07-22 | WTA Cincinnati | hardcourt  | Anna Tsjakvetadze | 1-6, 3-6 | details |

### WTA-finaleplaatsen vrouwendubbelspel
| nr.              | finale     | toernooi    | ondergrond    | partner           | tegenstandsters                | score            |         |
| ---------------- | ---------- | ----------- | ------------- | ----------------- | ------------------------------ | ---------------- | ------- |
| gewonnen finales |            |             |               |                   |                                |                  |         |
| 1.               | 2003-02-22 | WTA Memphis | hardcourt (i) | Saori Obata       | Alina Zjidkova Bryanne Stewart | 6-1, 6-1         | details |
| verloren finales |            |             |               |                   |                                |                  |         |
| 1.               | 2007-02-25 | WTA Memphis | hardcourt (i) | Jarmila Gajdošová | Nicole Pratt Bryanne Stewart   | 5-7, 6-4, [5-10] | details |

## Resultaten grandslamtoernooien
| Legenda | Legenda                          |
| ------- | -------------------------------- |
| g.t.    | geen toernooi gehouden           |
| l.c.    | lagere categorie                 |
| –       | niet deelgenomen                 |
| G       | uitgeschakeld in de groepsfase   |
| 1R      | uitgeschakeld in de eerste ronde |
| 2R      | uitgeschakeld in de tweede ronde |
| 3R      | uitgeschakeld in de derde ronde  |
| 4R      | uitgeschakeld in de vierde ronde |
| KF      | uitgeschakeld in de kwartfinale  |
| HF      | uitgeschakeld in de halve finale |
| F       | de finale verloren               |
| W       | het toernooi gewonnen            |
| w-v     | winst/verlies-balans             |

### Enkelspel
| Toernooi        | 2003 | 2004 | 2005 | 2006 | 2007 | 2008 | 2009 | w-v |
| --------------- | ---- | ---- | ---- | ---- | ---- | ---- | ---- | --- |
| Australian Open | 2R   | 2R   | 1R   | 1R   | 2R   | 2R   | –    | 4-6 |
| Roland Garros   | 1R   | 1R   | 3R   | 2R   | 1R   | 1R   | –    | 3-6 |
| Wimbledon       | 3R   | 1R   | 1R   | 2R   | 3R   | –    | 1R   | 5-6 |
| US Open         | 1R   | 2R   | 1R   | 1R   | 1R   | –    | –    | 1-5 |

### Vrouwendubbelspel
| Toernooi        | 2003 | 2004 | 2005 | 2006 | 2007 | 2008 | 2009 | w-v |
| --------------- | ---- | ---- | ---- | ---- | ---- | ---- | ---- | --- |
| Australian Open | –    | 1R   | –    | –    | 1R   | 1R   | –    | 0-3 |
| Roland Garros   | 2R   | –    | 1R   | 1R   | 3R   | 1R   | –    | 3-5 |
| Wimbledon       | 1R   | –    | 2R   | 1R   | 2R   | –    | 1R   | 2-5 |
| US Open         | 1R   | –    | 2R   | 3R   | 3R   | –    | –    | 5-4 |